# 互协方差
在统计学中，互协方差（英語：Cross-covariance）表示两个随机向量 X 与 Y 之间的协方差 cov(X, Y)，以区别于随机向量 X 的“协方差”即 X 的各个标量元素之间的协方差矩阵。
在信号处理领域，互协方差是两个信号 (信息论)之间相似性的度量，它也称为“互相关”。互协方差通常用于通过与已知信号做比较从来寻找未知信号的特点。它是信号之间相对于时间的函数，有时也称为滑动点积，在模式识别与密码分析学中都有应用。
离散函数 fi 与 gi 的互协方差定义为
{\displaystyle (f\star g)_{i}\equiv \sum _{j}f_{j}^{*}\,g_{i+j}}
其中累计和是在一个合适的整数 j  上进行计算，星号表示是共轭复数。
连续函数 f (x) 与 g i 的互协方差定义为
{\displaystyle (f\star g)(x)\equiv \int f^{*}(t)g(x+t)\,dt}
其中积分在合适的 t 上进行。
互协方差本质上类似于两个函数的卷积。

## 特性
因为
{\displaystyle f(t)\star g(t)=f^{*}(-t)*g(t)}
如果 f 或者 g 是偶函数，互协方差与卷积发生关系，
{\displaystyle (f\star g)=f*g}
并且
{\displaystyle (f\star g)\star (f\star g)=(f\star f)\star (g\star g)}